# Platypalpus aliterolamellatus
Platypalpus aliterolamellatus är en tvåvingeart som beskrevs av Nikolai Vasilevich Kovalev 1971. Platypalpus aliterolamellatus ingår i släktet Platypalpus och familjen puckeldansflugor. Inga underarter finns listade i Catalogue of Life.